# Thomas Wade
Thomas Francis Wade (Londra, 1818 – Cambridge, 1895) è stato un orientalista inglese.
Fu ambasciatore inglese a Pechino dal 1871 al 1883 ed insegnante all'università di Cambridge dal 1888. A lui dobbiamo l'introduzione del sistema Wade-Giles per la romanizzazione del cinese.

## Opere
- The Peking Syllabary; being a collection of the characters representing the dialect of Peking; arranged after a new orthography in syllabic classes, according to the four tones. Designed to accompany the Hsin Ching Lu, or Book of Experiments, (Hong Kong), 1859.
- 語言自邇集 Yü-yen tzu-erh chi: a progressive course designed to assist the student of colloquial Chinese, London, 1867.
- 文件自集 Wen-chien tzu-erh chi: a series of papers selected as specimens of documentary Chinese, London, 1867.
- 漢字習寫法 Han-tzu hsi-hsieh fa: a set of writing exercises, designed to accompany the colloquial series of the tzu-erh chi, London, 1867.